# Перелыгина, Елена Борисовна
Елена Борисовна Перелыгина (урожд. Красносёлова; 28 июня 1950 года, Свердловск — 18 сентября 2020 года, Екатеринбург) — советский и российский учёный-психолог, член-корреспондент РАО (2016).

## Биография
Родилась 28 июня 1950 года.
В 1973 году окончила философский факультет Уральского государственного университета имени А. М. Горького по специальности «Философия» и поступила на работу в Свердловский горный институт им. В. В. Вахрушева на должность ассистента.
В 1982 году — защитила кандидатскую диссертацию на тему «Развитие общения в системе общественных отношений».
В 1985 году — Е. Б. Перелыгиной было присвоено ученое звание доцента.
В 1990 году — Е. Б. Перелыгина выступила одним из учредителей Гуманитарного университета, который и ныне идет в авангарде высшего профессионального образования на Урале.
В 1991 году — основала факультет социальной психологии в Гуманитарном университете (г. Екатеринбург) — первый в России факультет социальной психологии и первый на Урале психологический факультет и стала его первым деканом. Под руководством Е. Б. Перелыгиной за 20 лет своего существования факультет превратился в подлинно научную психологическую школу, получившую всероссийское признание.
В 1991 году — Е. Б. Перелыгина стала организатором и первым директором Уральского экономического колледжа (одного из пионеров практикоориентированного профессионального экономического образования Урала), обеспечив функционирование первого в регионе комплекса непрерывного образования, объединяющего уровни среднего и высшего профессионального образования в сфере связей с общественностью, рекламы, управления персоналом, туризма.
С 1996 года — Перелыгина Е. Б. являлась членом Учебно-методического Совета по классическому университетскому образованию по специальности «Психология».
В 2003 году — защитила докторскую диссертацию на тему «Имидж как феномен интерсубъектного взаимодействия: содержание и пути развития» с присуждением ученой степени по двум специальностям: «Психология» и «Акмеология».
В 2003 году — получила ученое звание профессора по кафедре политического менеджмента и политической психологии.
В 2004 г. — избрана действительным членом Международной академии акмеологических наук.
В 2005 г. — избрана действительным членом Академии проблем безопасности, обороны и правопорядка по результатам успешного изучения и проведения исследований по психологии безопасности, военной психологии, имиджу защитника отечества, политической имиджелогии.
В 2014 году — при непосредственном участии Е. Б. Перелыгиной под эгидой Российской академии образования на базе Гуманитарного университета в г. Екатеринбурге был создан и в дальнейшем успешно действовал под её руководством региональный Центр комплексных проблем психологии безопасности.
В 2014 году — стала членом Российского психологического общества.
С 2014 г. — обладатель Европейского сертификата по психологии (EuroPsy).
С 2016 года — распоряжением Президиума РАН № 10108-509 «Об утверждении Списка экспертов РАН» стала экспертом Российской академии наук.
В 2016 году — избрана членом-корреспондентом РАО.
С 2016 г. — стала членом экспертной комиссии по психологии Российского совета олимпиад школьников.
Внесла заметный вклад в научно-издательскую и редакционную деятельность: Е. Б. Перелыгина успешно выполняла обязанности заместителя Главного редактора и руководителя секции психологических наук ежемесячного многопрофильного научно-практического журнала «Человеческий капитал» (включен в список ВАК, ISSN 20742029).
Плодотворно работала в качестве члена Федерального учебно-методического объединения в сфере высшего образования по укрупненным группам специальностей и направлений подготовки (37.00.00 Психологические науки).
Скончалась 18 сентября 2020 года.

## Научная деятельность
Вела разработку целостной и всеобъемлющей концепции имиджа как феномена интерсубъектного взаимодействия, выявляя закономерности и механизмы формирования и функционирования имиджа, универсальные алгоритмы создания имиджа и специфику его проявления в политической деятельности, в рекламе, в управлении персоналом. Уделяла внимание научной проблематике акмеологии имиджа, акмеологическим проблемам кризисных состояний здоровья кадров управления, акмеологическим основам субъект-субъектного взаимодействия.
Е. Б. Перелыгина внесла значительный вклад в развитие социальной психологии, психологии безопасности, психологии имиджа. Ею была разработана концепция психологической безопасности личности и общества. Елена Борисовна Перелыгина — автор более 200 научных работ.
Е. Б. Перелыгина успешно инициировала развитие новых направлений научных исследований в области психологии социальной безопасности, сотрудничая со многими отечественными и зарубежными научно-исследовательскими центрами, непосредственно принимала деятельное участие в руководстве исследовательской работой в рамках проектов Российского научного фонда.
В рамках гранта Российского научного фонда № 16-18-00032 «Доверие и субъективное благополучие личности как основа психологической безопасности современного общества» (2016—2018 гг., продлен на 2019—2020 гг.) проводила теоретические и прикладные исследования взаимосвязи доверия и субъективного благополучия личности как оснований психологической безопасности личности и общества.
В рамках гранта Российского научного фонда № 18-18-00112 «Психологическая безопасность как интегральный показатель формирования этнической идентичности в межнациональном взаимодействии россиян» (2018—2020 гг.) осуществляла также теоретические, аналитические и прикладные исследования, направленные на изучение оснований этнической идентичности как психологического и социокультурного конструкта, определены особенности и параметры этнической социализации, систематизированы представления о моделях этнической идентичности.
Основные результаты теоретических и прикладных исследований Перелыгиной Е. Б. связаны с изучением развития субъективного благополучия и ответственности, проблем риска в обеспечении психологической безопасности личности и общества, места доверия в системе социальных отношений, с выработкой практических рекомендаций по формированию психологической безопасности на основе доверия и субъективного благополучия, а также с созданием и апробацией тренинговой программы по формированию психологической безопасности на основе доверия и субъективного благополучия.
Е. Б. Перелыгина успешно сочетала научную деятельность с социальной практикой в области образования, результаты которой были очень важны для образовательной системы Свердловской области. Благодаря её деятельному участию формировался облик современной системы среднего и высшего образования Уральского региона.

## Критика
По данным сетевого экспертного сообщества «Диссернет» являлась научным руководителем одной кандидатской диссертации, в которой выявлены некорректные заимствования.

## Награды
- Медаль ордена «За заслуги перед Отечеством» II степени за большой вклад в развитие отечественной науки и образования и достигнутые трудовые успехи (2006)
- Нагрудный знак «Почетный работник высшего профессионального образования Российской Федерации» (2006)
- Золотая медаль имени М. В. Ломоносова за большой вклад в развитие науки и образования (2006)
- Орден Екатерины Великой II степени за заслуги и большой личный вклад в развитие отечественной науки и образования (2006)
- Диплом лауреата международной премии Великая Россия (2007)
- грамоты и благодарности Министерства образования РФ, Губернатора Свердловской области, Министерства общего и профессионального образования Свердловской области, законодательных и исполнительных органов власти Свердловской области и Екатеринбурга за большой вклад в развитие образования на Урале и общественную деятельность